# Sarkis Minassian
Pour les articles homonymes, voir Minassian.
Sarkis Minassian (1873-1915), également connu sous le nom d'Aram Ashod, est un journaliste, un auteur ainsi qu'un activiste politique arménien. Il a en particulier été le rédacteur en chef du journal Hairenik basé à Watertown.

## Biographie
Il revient dans l'Empire ottoman en 1909 : il écrit alors pour divers journaux de Constantinople. En 1915, il est arrêté lors de la rafle du 24 avril 1915, détenu à Ayaş où il est assassiné.